# Zbigniew Zaniewski
Zbigniew Franciszek Zaniewski (ur. 9 marca 1940; zm. 4 października 2017) – polski naukowiec, cybernetyk, działacz opozycyjny i społeczny.

## Życiorys
W 1978 w Instytucie Profilaktyki Społecznej i Resocjalizacji Uniwersytetu Warszawskiego obronił pracę magisterską pt. „System profilaktyki wychowawczej w osiedlu wielkomiejskim na przykładzie osiedla Bródno w Warszawie”. Została ona zamówiona przez „RSM Praga”. Stanowiła później wzorzec organizacji systemu profilaktyki wychowawczej dla innych osiedli w Warszawie w latach 70. i 80., np. dla osiedla Służew nad Dolinką.
W latach 1978–1980 prowadził zajęcia w macierzystym Instytucie. Dotyczyły one teorii systemów autonomicznych oraz związanej z nią cybernetycznej teorii charakteru, stworzonych przez Mariana Mazura. W tym samym czasie, na prośbę ówczesnego dyrektora Instytutu Profilaktyki Społecznej i Resocjalizacji UW, prof. Stanisława Jedlewskiego, kierującego głęboko zakonspirowaną grupą opozycyjną „Jedlina”, podjął pracę w Akademii Spraw Wewnętrznych, w celu „zwiększania współczynnika humanizmu” w tej uczelni. Wykładał tam również teorię systemów autonomicznych i cybernetyczną teorię charakteru. W maju 1981 przeprowadził misję mediacyjną na rzecz ponad 40 tys. członków Niezależnego Samorządnego Związku Zawodowego Funkcjonariuszy MO, któremu groziło „rozwiązanie siłowe”.
Od 1980 pracował jedynie w Akademii Spraw Wewnętrznych. Jednocześnie uczestniczył w seminarium doktorskim w IPSiR UW, prowadzonym przez prof. Adama Krukowskiego. W styczniu 1987 obronił w Akademii Spraw Wewnętrznych pracę doktorską z antropologii systemowej pt. „Geneza i przyczyny przestępczości w świetle teorii systemów autonomicznych”. W 1989 przygotował rozprawę habilitacyjną pt. „Aktywność twórcza. Ujęcie systemowe”. Wdrożył wówczas proces habilitacyjny w Wojskowej Akademii Politycznej. W tym samym czasie został powołany do zespołu doradczego najpierw wiceministra, a później ministra Spraw Wewnętrznych, senatora, dr Krzysztofa Kozłowskiego, który pracował m.in. nad ustawą o centralnych organach państwa w nowej rzeczywistości ustrojowej. W 1989 wydana została pierwsza część jego rozprawy doktorskiej pt. „Podstawy interdyscyplinarnej teorii czynników kryminogennych”. Wydano wówczas również na prawach rękopisu pracę „Aktywność twórcza. Ujęcie systemowe”, w której sformułował kilka zasad aktywności twórczej: kongruencji cech, informacji adekwatnej sterowniczo, konfiguracji charakterologicznych oraz zasady aktywacji motywacyjnej.
W 1993 jako pracownik Akademii Spraw Wewnętrznych przeszedł na emeryturę. Poświęcił się wówczas organizowaniu niepaństwowych szkół menedżerskich. Wraz z prof. H. Sadownikiem oraz dr P. Soroką współtworzył koncepcję organizacyjną i organizował Warszawską Szkołę Zarządzania im. K. Adamieckiego, która w 1993 r. została przekształcona w szkołę wyższą. Podjął tam pracę naukowo-dydaktyczną, przystosowując teorię systemów autonomicznych i cybernetyczną teorię charakteru do potrzeb programów zarządzania zasobami ludzkimi w przedsiębiorstwach. Opracował program i wdrożył podyplomowe studia zarządzania personelem na podstawie tych teorii, a także program koncepcyjno – wdrożeniowy tzw. Kompleksowego Systemu Kadrowego (KSK). Wraz ze współpracownikami wdrażał ten system w różnych zakładach pracy. Uruchomił również i współkierował Pracownią Rozwoju Aktywności Twórczej (PRAT), o szerokiej praktycznej działalności w zakresie rozwijania aktywności zawodowej.
W latach 1993–1996 współpracował z Olsztyńską Szkołą Zarządzania i Administracji. Prowadził tam wykłady oraz pomagał w opracowywaniu programów w celu przekształcenia tej szkoły w uczelnię wyższą. Wykładał również w Warszawskiej Szkole Zarządzania – Szkole Wyższej i kierował badaniami w ramach Podyplomowych Studiów Zarządzania Personelem. Organizował warsztaty przedsiębiorczości dla studentów. W periodyku TNOiK w latach 1992–1996 opublikował szereg prac na temat zarządzania zasobami ludzkimi w organizacji. Między innymi książkę „Menedżer to charakter”, przydatną przy diagnozowaniu kierunkowych predyspozycji menedżerskich u studentów i słuchaczy autorską Metodą Diagnozowania Współaktywnego (MDW). Organizował wyjazdowe sesje dydaktyczne z zastosowaniem niestandardowych programów szkolenia.
W 1996 r. rozluźniła się jego współpraca z Warszawską Szkołą Zarządzania – Szkołą Wyższą. Został wiceprezesem Zarządu Głównego Stowarzyszenia Oświatowców Polskich oraz prezesem Oddziału Warszawskiego tej organizacji. Doskonalił programy dydaktyczne pierwszych wyższych szkół ekonomicznych tego Stowarzyszenia w Łodzi i Opolu, oraz pracował nad utworzeniem kolejnych szkół. Opublikował wówczas rozprawę teoretyczną nt.: „Status teoretyczno – metodologiczny teorii systemów autonomicznych”. Wdrożył pracę nad koncepcją programowo – organizacyjną Wyższej Szkoły Zarządzania Kadrami SOP, opracował materiały szkoleniowe i wewnętrzne publikacje związane z tą inicjatywą. Zorganizował i objął kierownictwo Ośrodka Badań Społecznych (z siedzibą w Warszawie) Wyższej Szkoły Przedsiębiorczości i Zarządzania SOP w Łodzi. Wdrożył również prace programowo-organizacyjne nad uruchomieniem Wyższej Szkoły Organizacji i Zarządzania SOP.
W tym czasie został przez Rektora Społecznej Wyższej Szkoły Przedsiębiorczości i Zarządzania w Łodzi mianowany na pełnoetatowe stanowisko profesora nadzwyczajnego tej uczelni.
W 1997 uruchomił przy Oddziale Warszawskim SOP roczne otwarte seminarium cybernetycznej teorii charakteru w zarządzaniu potencjałem ludzkim, a także studencki klub dyskusyjny „Strategon”. Rozpoczął również pracę w zespole ds. etyki biznesu, prowadzonym w PAN przez prof. Wojciecha Gasparskiego.
W 1998 został członkiem Rady Naukowej przy Zarządzie Głównym SOP, kierownikiem przygotowawczego (wstępnego) seminarium doktorskiego, oraz kierownikiem Komisji Nagród im. Stanisława Staszica, przy ZG SOP.
W 1999 przygotował pracę nt. „Metoda systemowa w badaniach społecznych. Część wprowadzająca”, na użytek pedagogów, psychologów, socjologów i specjalistów od HRM.
W 2000, po odejściu prezesa SOP Zbigniewa Kuźmińskiego, podjął współpracę z Fundacją Studiów i Badań Edukacyjnych, utworzoną przez Instytut Badań Edukacyjnych Ministerstwa Edukacji Narodowej i Sportu. Rozpoczął wykłady na studiach podyplomowych zarządzania oświatą w tym Instytucie i pracę nad podręcznikiem dla studentów i słuchaczy nt. „Zarządzanie zasobami ludzkimi w oświacie w perspektywie społeczeństwa wiedzy”. Opracował autorskie programy podyplomowych studiów zarządzania zasobami ludzkimi w oświacie i na rynku ogólnym oraz program podyplomowych studiów doradztwa personalnego i poradnictwa zawodowego z wykorzystaniem wiedzy z zakresu antropologii systemowej. Jednocześnie prowadził prace dyplomowe z zakresu zarządzania w oświacie.
W maju 2001 rozpoczął badania w ramach współtworzonego przez siebie tzw. Centrum Antropologii Systemowej Fundacji Studiów i Badań Edukacyjnych. Podstawowym zadaniem Centrum była wówczas realizacja szerokiego programu badań podstawowych nt.: „Nowe kierunki poszukiwań teoretycznych w naukach humanistycznych”.
Od 2002 prowadził zajęcia dydaktyczne w Instytucie Badań Edukacyjnych i Warszawskiej Szkole Zarządzania – Szkole Wyższej. W drugiej z wymienionych uczelni prowadził przedmioty: psychologia osobowości (w ujęciu interdyscyplinarnym), kierowanie zespołami ludzkimi, budowa kadry firmy. Podejmował również wykłady we Wszechnicy Polskiej Szkole Wyższej Towarzystwa Wiedzy Powszechnej.
Współpracował także z Wyższą Szkołą Menedżerską SIG w Warszawie. 
Pochowany na cmentarzu Bródnowskim w Warszawie (kwatera 86A-5-31).

## Publikacje

### Książki
- Aktywność twórcza. Ujęcie systemowe. ASW, Warszawa 1989. Maszynopis pracy doktorskiej.
- Podstawy interdyscyplinarnej teorii czynników kryminogennych. ASW, Warszawa 1989.
- Menedżer to charakter. CDKK TNOiK, Warszawa 1994.
- Status teoretyczno-metodologiczny teorii systemów autonomicznych. SOP-ZG, Warszawa 1996. ISBN 83-87160-00-8.
- Zarządzanie zasobami ludzkimi w oświacie w perspektywie społeczeństwa wiedzy (spojrzenie interdyscyplinarne). Fundacja Studiów i Badań Edukacyjnych, Warszawa 2003. ISBN 83-915039-4-1.
- Zasada względnej oznaczoności czynników zachowań ludzkich (zasada WOCZ). Fundacja Studiów i Badań Edukacyjnych, Warszawa 2004. ISBN 83-915039-5-X.

### Ważniejsze artykuły
- Niektóre aspekty prakseologiczne koordynacji. Zeszyty Naukowe ASW, nr 28,Warszawa 1981.
- Aspekt prakseologiczny pojęcia „profilaktyka społeczna” – w świetle badań sondażowych (raport z badań). Zeszyty Naukowe ASW, nr 29, Warszawa 1982.
- Mechanizm perseweracyjny działania zapobiegawczego. Zeszyty Naukowe ASW, nr 30, Warszawa 1982.
- Nowe kierunki poszukiwań teoretycznych w walce z przestępczością (spojrzenie systemowe). Zeszyty Naukowe ASW, nr 35, Warszawa 1984.
- Przydatność metody systemowej badań w rozwiązywaniu problemów praktycznych. [w:] „Cybernetyka 83”, Warszawa 1985.
- Zaniewski Z., Szczęsny W. W., Polityka społeczna a problemy patologii społecznej. [w:] Polska 2000. Zagrożenia społeczne i warunki oraz środki ich przezwyciężania. Cz. II. Wrocław-Warszawa-Kraków-Gdańsk-Łódź 1986.
- Zaniewski Z., Szczęsny W. W., Przestępczość w aspekcie systemowym. [w:] Polska 2000. Zagrożenia społeczne i warunki oraz środki ich przezwyciężania. Część II. Wrocław-Warszawa-Kraków-Gdańsk-Łódź 1986.
- Zaniewski Z., Szczęsny W. W., Cybernetyczne modelowanie pamięci a proces resocjalizacji. Zeszyty Naukowe ASW, nr 47, Warszawa 1987.
- Geneza i przyczyny przestępczości w świetle teorii systemów autonomicznych (autoreferat pracy doktorskiej). Zeszyty Naukowe ASW, Warszawa 1988.
- Homeostaza społeczna a regulacyjna funkcja prawa. Zeszyty Naukowe ASW, nr 52, Warszawa 1988.
- Teoria systemów autonomicznych jako podstawa dyrektyw postępowania celowościowego (zarys problematyki). Zeszyty Naukowe ASW, nr 54, Warszawa 1989.
- Dobór kadr. [w:] Przegląd Organizacji, nr 2, 1992.
- Interdyscyplinarna teoria osobowości (InTO) jako teoretyczna podstawa nauczania etyki biznesu. [w:] Ogólnokrajowa Konferencja Etyki Biznesu, FEP Łódź, 17–18 listopada 1994.
- Problemy kształtowania osobowości. [w:] Przegląd Organizacji, nr 2, 1994.
- Nowator i wizjoner. [w:] Przegląd Organizacji, nr 2, 1995.
- Zaniewski Z., Wojeński J., Wartościowanie pracy. Metoda logistycznego kwalifikowania pracy LKP – 95. [w:] Przegląd Organizacji, nr 4, 1996.
- Zaniewski Z., Duczmal M., Zasada kongruencji cech w rekrutacji pracowników. Zeszyty Naukowe (numer specjalny) WSZiA w Opolu, 1997.
- Edukacja wobec wyzwań społeczeństwa informacyjnego. [w:] Trendy i koncepcje nowoczesnego zarządzania. WSZiA w Opolu, 1998.
- Zaniewski Z. Duczmal M., O roli informacji adekwatnej sterowniczo w procesach decyzyjnych (wprowadzenie do podstaw jakościowej teorii decyzji). Część I. [w:] Trendy i koncepcje nowoczesnego zarządzania. WSZiA w Opolu, 1998.
- Wiedza jako czynnik rozwoju i postępu. Oświatowiec, nr 1, SOP Warszawa 1999.
- Przeciwdziałanie marginalizacji i odrzuceniu na rynku pracy. Refleksje na kanwie – wyników niektórych badań osobowościowych metodą systemową. Część 2. [w:] Oświatowiec, nr 2, SOP Warszawa 1999.
- Przeciwdziałanie marginalizacji i odrzuceniu na rynku pracy. Refleksje na kanwie wyników niektórych badań osobowościowych metodą systemową. Część II. [w:] Oświatowiec, nr 3, SOP Warszawa 1999.
- Pedagogika: dziedzina multi- i interdyscyplinarna. [w:] Pedagogika Społeczna. Profilaktyka – Pomoc – Resocjalizacja, Warszawa 1/2005, „PEDAGOGIUM” Wyższa Szkoła Pedagogiki Resocjalizacyjnej.

### Opracowania popularnonaukowe
- Kadry i sukces. [w:] Rzeczpospolita, grudzień 1993.
- Zmiany i sukces. [w:] Rzeczpospolita, 1994.
- Decyzje i sukces. [w:] Rzeczpospolita, 1994.
- Metody oceny predyspozycji. [w:] Rzeczpospolita, 1994.
- Ocena predyspozycji – osobowość. [w:] Rzeczpospolita, luty 1994.